# Velká privatizace

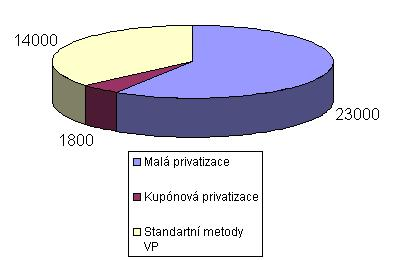
Privatizované podniky v malé a velké privatizaci z hlediska jejich počtu

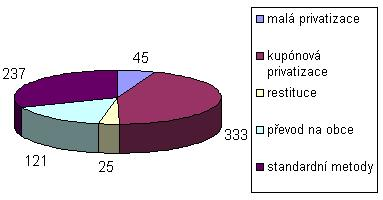
Privatizované podniky v malé a velké privatizaci z hlediska majetku v mld. Kč

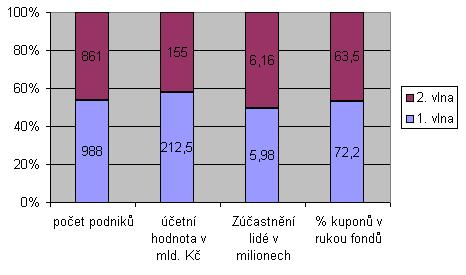
Vlny kuponové privatizace

Velká privatizace byla jednou z částí privatizace, probíhající v rámci transformace československé ekonomiky. Měla za úkol privatizovat střední a větší podniky především v oblasti průmyslu.

## Privatizace
Vedle velké privatizace měla privatizace v Československu ještě dvě části, a sice malá privatizace (menší podniky především ve službách) a restituce (navrácení původním majitelům, resp. dědicům).

## Rychlost
Bylo potřeba rozhodnout, jakým tempem se má privatizace ubírat. Pomalá varianta upřednostňovala převod na akciové společnosti, které by nejdříve byly ve vlastnictví státu. Zavedla by se zvláštní státní agentura, která by prováděla restrukturalizaci podniku a pak by byl vybrán vhodný vlastník. Hlavní předností tohoto návrhu bylo právě vybrání vhodného vlastníka. Zatímco rychlá privatizace, která nakonec vyhrála, chtěla, aby podniky byly ihned privatizovány a restrukturalizoval by je až nový vlastník. Ve prospěch hrála tzv. předprivatizační agónie – manažeři podniků čekající na to, že jejich podnik bude privatizován by mohli ztratit zájem na vedení podniku a čekat na nového vlastníka.

## Metody velké privatizace
1. aukce – byla málo využívána, uplatnění našla hlavně v malé privatizaci
2. veřejná soutěž
3. prodej předem vybranému zájemci – šlo především o prosperující podniky
4. transformace na a.s.

Akcie pak mohly být privatizovány těmito metodami:
- aukce
- veřejná soutěž
- přímý prodej předem vybranému zájemci
- prodej na veřejných kapitálových trzích
- kupónová metoda
- převod obcím, veřejně prospěšným organizacím

## Údaje o velké privatizaci
Privatizace byla od počátku centralizovaná, tzn. byla pod kontrolou státu, řízena privatizačními zákony a řízen vládou. Na podniky určené k privatizaci mohl zájemce podat privatizační projekt. Mohl to být jak manažer podniku (insider), tak někdo, kdo s podnikem nebyl přímo spojen (outsider). Tyto projekty pak posuzovalo k tomu zvlášť zřízené ministerstvo.
Privatizace probíhala také pomocí přímých prodejů podniků zahraničním firmám, např.:
- AZNP Škoda -> Volkswagen
- Plzeňský prazdroj - > Nomura
- SkloUnion Teplice -> Glaverbel
- Technoplyn -> Linde
- Pražské čokoládovny -> Joint venture Danone a Nestlé
- Tabák Kutná Hora -> Phillip Moris
- Zentiva -> Sanofi

## Kupónová privatizace
V Československu byl kladen veliký důraz na rychlost privatizace. Bylo jasné, že klasické metody nevystačí. Levicoví politici prosazovali privatizaci formou zaměstnaneckých akcií. To fakticky znamenalo, že podnik bude levně rozprodán svým zaměstnancům. S touto metodou však nesouhlasili pravicoví politici a ekonomové. Ti tvrdili, že to připomíná formu kolektivního vlastnictví. Také je to diskriminační metoda, neboť by byli znevýhodňováni zaměstnanci neziskových podniků. Nakonec se prosadila kupónová privatizace, která je spojována především se jmény Dušana Třísky, Tomáše Ježka a Václava Klause. Tato metoda spočívala v tom, že každý občan si mohl opatřit knížku s kupony za 1 000 Kč. Tyto kupony pak mohl vyměnit za akcie podniků. Aby se předešlo rozptýlenému vlastnictví, byly zřízeny privatizační fondy. Každý majitel kupónové knížky se mohl rozhodnout, zda za své kupony vymění přímo za akcie podniků, nebo své kupóny svěří některému z privatizačních fondů. Tento fond pak disponoval s těmito kupóny. Proběhla ve dvou vlnách: První v roce 1992, druhá v roce 1994. Bylo jí vytýkáno, že do podniků nepřivede vhodné vlastníky. Cílem však bylo přivést první vlastníky. Z tohoto důvodu bylo součástí kupónové privatizace také zřízení trhu vlastnických práv, kde by se dalo obchodovat s akciemi.
Kupónová privatizace byla rychlá, pro každého dostupná, nebyl potřeba domácí kapitál a podniky nebyly zatíženy úvěrem. (při jiných metodách si zájemci často museli půjčovat od bank a tento dluh se pak přeléval do podniků). Velikým nedostatkem bylo nedostatečné legislativní ošetření, tudíž docházelo k podvodům a tunelování.